# Montagne (Isère)
Pour les articles homonymes, voir Montagne (homonymie).
Montagne est une commune française située dans le département de l'Isère, en région Auvergne-Rhône-Alpes.
Cette commune fait partie de la communauté de communes de  Saint-Marcellin Vercors Isère Communauté et ses habitants sont dénommés les Montagnards.

## Géographie

### Situation et description

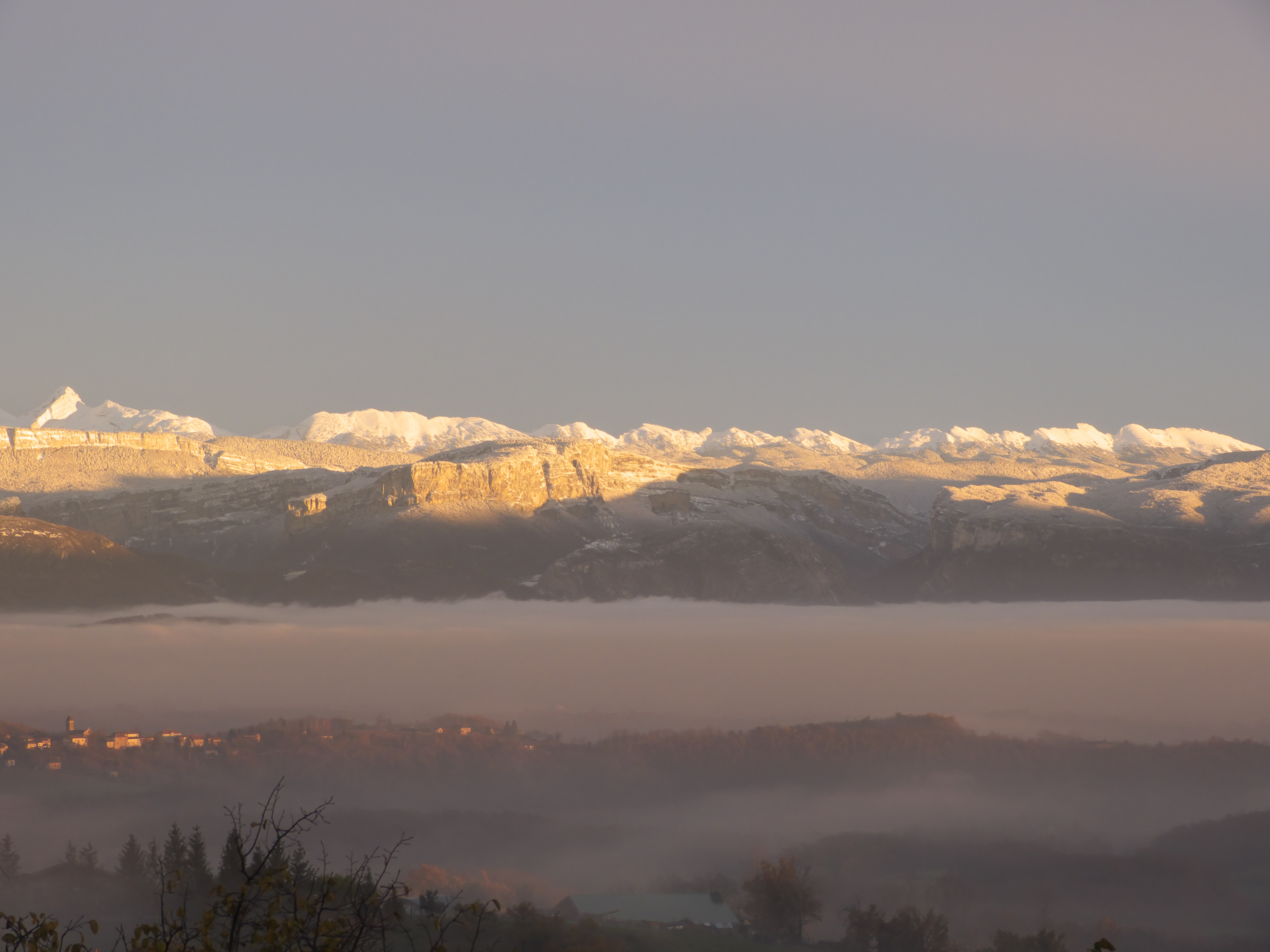
Coucher de soleil sur le Vercors fraichement enneigé depuis le village de Montagne.

Le village de Montagne est situé sur la crête d'une petite colline. Une partie de la commune se trouve sur son versant sud-est surplombant la vallée de l'Isère et faisant face au massif du Vercors et au Royans.
Sur le flanc ouest, le haut de la vallée de la Joyeuse se retrouve enclavé entre la forêt du Thivolet, une ligne de crête et le département de la Drôme.
De nombreux points de vue permettent d'observer à la fois les Alpes avec les massifs du Vercors, le massif de la Chartreuse ainsi que le Mont Blanc (avec une bonne connaissance des sommets et un temps dégagé) mais aussi le Massif central (avec notamment le mont Gerbier-de-Jonc et le mont Mézenc), la vallée du Rhône et les contreforts du plateau de Chambaran.

### Communes limitrophes
Montagne est bordée par les communes de Saint-Bonnet-de-Chavagne, Saint Antoine l'Abbaye, Montmiral, Parnans et Saint-Lattier.

### Climat
Pour des articles plus généraux, voir Climat d'Auvergne-Rhône-Alpes et Climat de l'Isère.
En 2010, le climat de la commune est de type climat méditerranéen altéré, selon une étude du Centre national de la recherche scientifique s'appuyant sur une série de données couvrant la période 1971-2000. En 2020, Météo-France publie une typologie des climats de la France métropolitaine dans laquelle la commune est exposée à un climat de montagne ou de marges de montagne et est dans une zone de transition entre les régions climatiques « Moyenne vallée du Rhône » et « Alpes du nord ». 
Pour la période 1971-2000, la température annuelle moyenne est de 11,2 °C, avec une amplitude thermique annuelle de 17,4 °C. Le cumul annuel moyen de précipitations est de 1 002 mm, avec 9,2 jours de précipitations en janvier et 6,3 jours en juillet. Pour la période 1991-2020, la température moyenne annuelle observée sur la station météorologique de Météo-France la plus proche, « Chatte_sapc », sur la commune de Chatte à 7 km à vol d'oiseau, est de 12,0 °C et le cumul annuel moyen de précipitations est de 967,8 mm,. Pour l'avenir, les paramètres climatiques de la commune estimés pour 2050 selon différents scénarios d'émission de gaz à effet de serre sont consultables sur un site dédié publié par Météo-France en novembre 2022.

### Hydrographie
Le territoire communal abrite les sources de la Joyeuse, un affluent de l'Isère.

### Voies de communication
À l'écart des voies de communication principales, la commune est traversée par la modeste D 68, ainsi que par la D 20B qui relie la commune drômoise limitrophe de Saint Antoine l'Abbaye ou Roybon.

## Urbanisme

### Typologie
Au 1er janvier 2024, Montagne est catégorisée commune rurale à habitat très dispersé, selon la nouvelle grille communale de densité à sept niveaux définie par l'Insee en 2022.
Elle est située hors unité urbaine et hors attraction des villes,.

### Occupation des sols
L'occupation des sols de la commune, telle qu'elle ressort de la base de données européenne d’occupation biophysique des sols Corine Land Cover (CLC), est marquée par l'importance des territoires agricoles (78,2 % en 2018), une proportion identique à celle de 1990 (78,2 %). La répartition détaillée en 2018 est la suivante : 
terres arables (31,1 %), zones agricoles hétérogènes (29,1 %), forêts (21,8 %), prairies (17,9 %). L'évolution de l’occupation des sols de la commune et de ses infrastructures peut être observée sur les différentes représentations cartographiques du territoire : la carte de Cassini (XVIIIe siècle), la carte d'état-major (1820-1866) et les cartes ou photos aériennes de l'IGN pour la période actuelle (1950 à aujourd'hui).

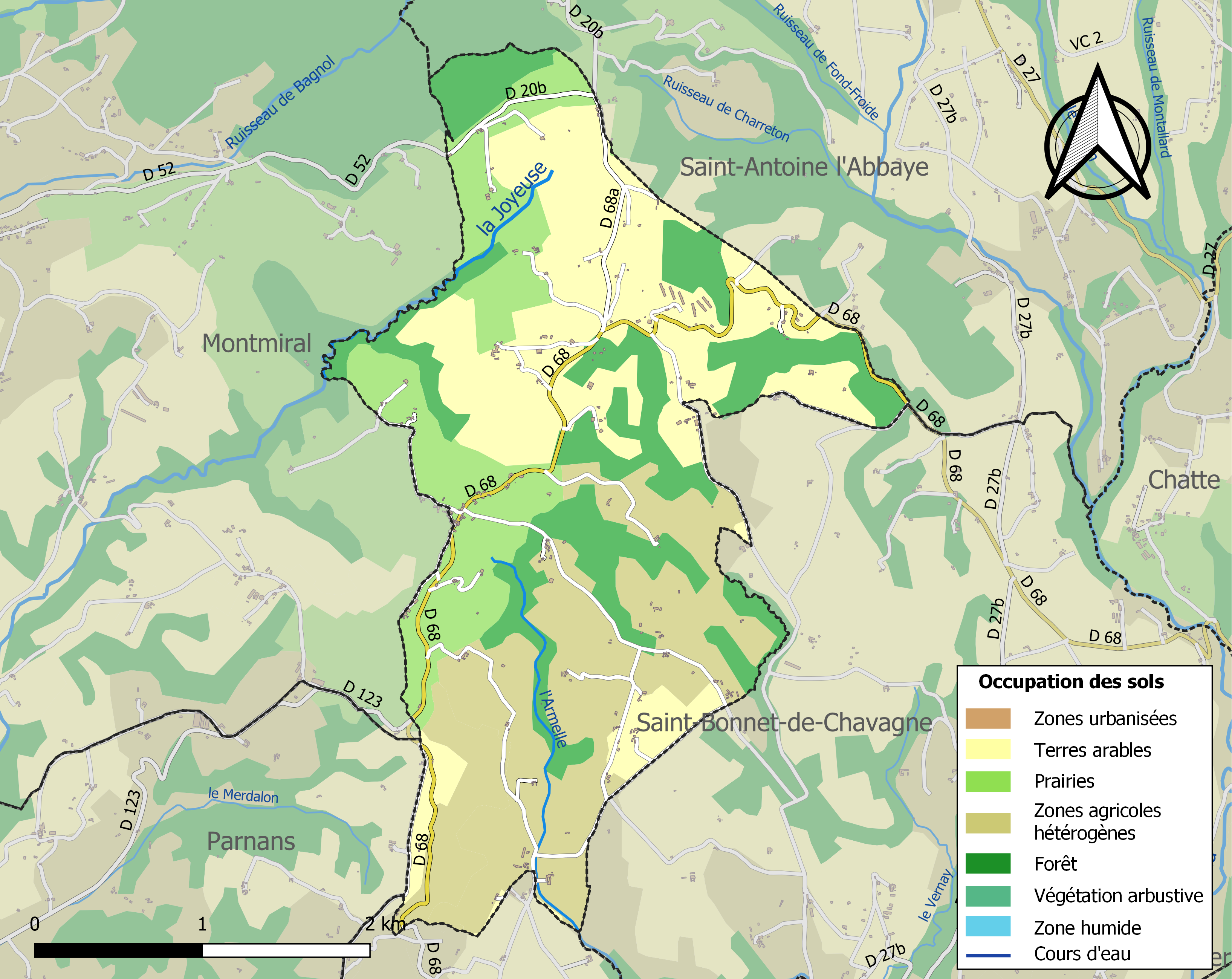
Carte des infrastructures et de l'occupation des sols de la commune en 2018 (CLC).

## Histoire

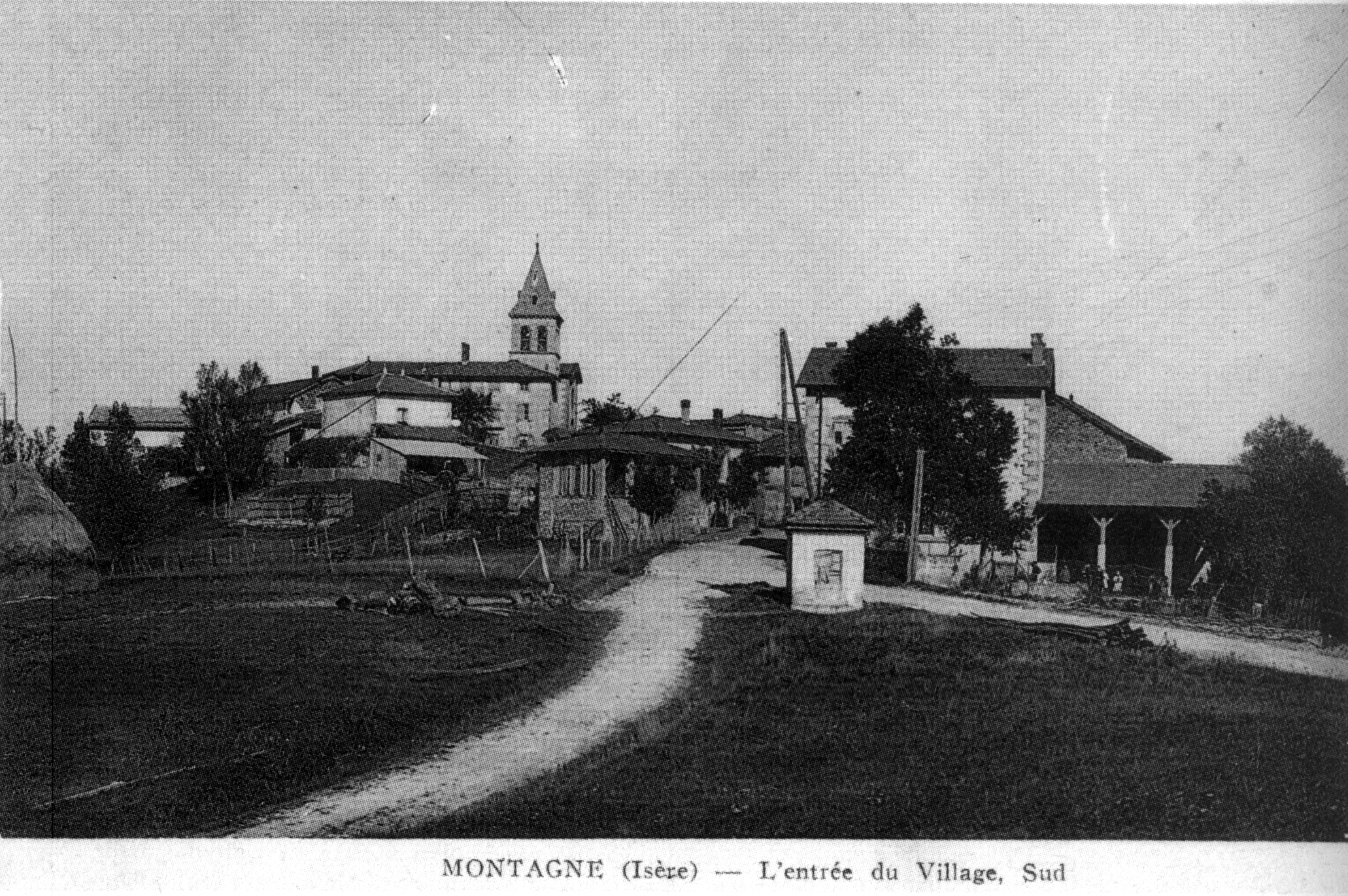
L'entrée du village en 1920.

Le centre actuel du village ou se trouve actuellement la mairie, s'appelait avant "St Etienne de Montagne". Montagne désignait l'actuel lit dit "le château". 
Sur de vieille carte du Dauphiné datant du début du XVIIe siècle on distingue déjà les deux nom avec " St Etienne" (Tout court) Et "Montagne" Deux localités bien distincte.
On voit encore la trace du nom St Etienne sur le monument aux morts de la commune installé devant l'Eglise du village.

## Politique et administration

### Administration locale
La commune dépend du Canton du Sud Grésivaudan et elle fait partie de l'intercommunalité Saint-Marcellin Vercors Isère Communauté.

### Liste des maires
| Période                                  | Période  | Identité         | Étiquette | Qualité |
| ---------------------------------------- | -------- | ---------------- | --------- | ------- |
| 1983                                     | 2001     | Alain Vivier     |           |         |
| 2001                                     | 2008     | Patrick Pacaud   | DVD       |         |
| 2008                                     | 2020     | Vincent Lavergne | SE        |         |
| 2020                                     | En cours | Corinne Mandier  |           |         |
| Les données manquantes sont à compléter. |          |                  |           |         |

## Population et société

### Démographie
L'évolution du nombre d'habitants est connue à travers les recensements de la population effectués dans la commune depuis 1793. Pour les communes de moins de 10 000 habitants, une enquête de recensement portant sur toute la population est réalisée tous les cinq ans, les populations de référence des années intermédiaires étant quant à elles estimées par interpolation ou extrapolation. Pour la commune, le premier recensement exhaustif entrant dans le cadre du nouveau dispositif a été réalisé en 2008.

En 2022, la commune comptait 273 habitants, en évolution de +2,63 % par rapport à 2016 (Isère : +3,07 %, France hors Mayotte : +2,11 %).
| 1793 | 1800 | 1806 | 1821 | 1831 | 1836 | 1841 | 1846 | 1851 |
| ---- | ---- | ---- | ---- | ---- | ---- | ---- | ---- | ---- |
| 207  | 223  | 170  | 222  | 254  | 278  | 282  | 287  | 278  |

| 1856 | 1861 | 1866 | 1872 | 1876 | 1881 | 1886 | 1891 | 1896 |
| ---- | ---- | ---- | ---- | ---- | ---- | ---- | ---- | ---- |
| 272  | 253  | 263  | 250  | 232  | 227  | 242  | 227  | 272  |

| 1901 | 1906 | 1911 | 1921 | 1926 | 1931 | 1936 | 1946 | 1954 |
| ---- | ---- | ---- | ---- | ---- | ---- | ---- | ---- | ---- |
| 224  | 231  | 214  | 153  | 153  | 314  | 310  | 303  | 275  |

| 1962 | 1968 | 1975 | 1982 | 1990 | 1999 | 2006 | 2008 | 2013 |
| ---- | ---- | ---- | ---- | ---- | ---- | ---- | ---- | ---- |
| 231  | 221  | 218  | 204  | 223  | 249  | 258  | 261  | 265  |

| 2018 | 2022 | - | - | - | - | - | - | - |
| ---- | ---- | - | - | - | - | - | - | - |
| 267  | 273  | - | - | - | - | - | - | - |

### Enseignement
La commune est rattachée à l'académie de Grenoble.
L'école fonctionne en regroupement pédagogique (RPI) avec Saint-Bonnet-de-Chavagne, Répartis en quatre classes. Les CM1 et CM2 à Montagne et les trois autres classes ( PS/MS/GS, CP, CE1 et CE2) sont assurées à l'école de Saint-Bonnet-de-Chavagne.

### Médias
Historiquement, le quotidien à grand tirage Le Dauphiné libéré consacre, chaque jour, y compris le dimanche, dans son édition du Sud Grésivaudan, un ou plusieurs articles à l'actualité du canton et de la communauté de communes, ainsi que des informations sur les éventuelles manifestations locales, les travaux routiers, et autres événements divers à caractère local.
La commune est située sur l'aire de diffusion de la radio Ici Isère, une radio publique également diffusée sur tout le territoire du département de l'Isère.

## Culture locale et patrimoine

### Lieux et monuments
- Église Sainte-Marie, labellisée Patrimoine en Isère[18].
- Monuments aux morts communal

### Personnalités liées à la commune
Willy Munzenberg, membre influent de l'internationale socialiste au début du XXe siècle, est enterré au cimetière de Montagne. Son corps a été retrouvé sur la commune en octobre 1940 sans que les conditions de son décès aient clairement été établies (suicide ou assassinat ?).

### Héraldique
|  | Montagne (Isère) possède des armoiries dont l'origine et le blasonnement exact ne sont pas disponibles. |